# Moskauer Architektur-Institut

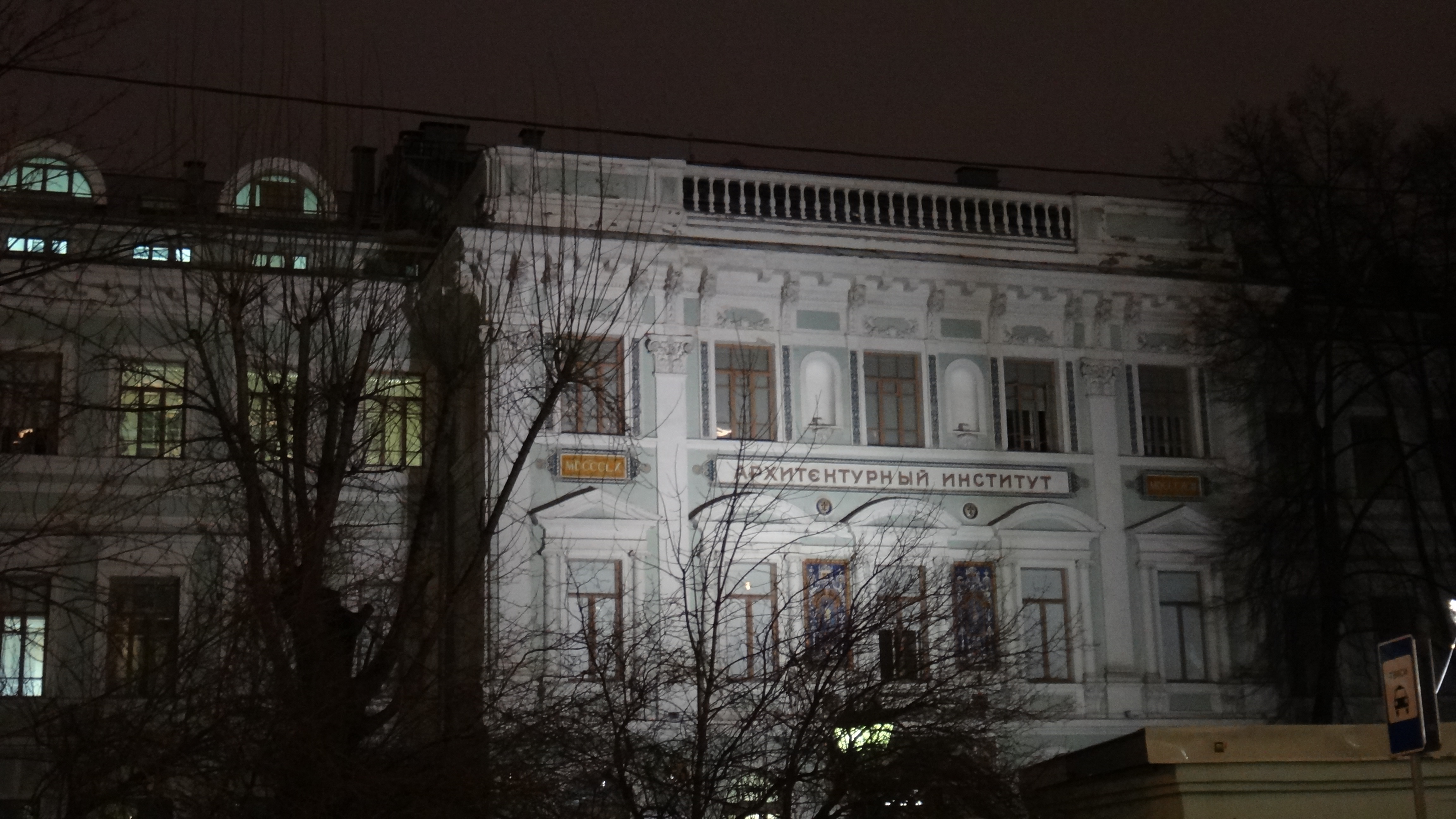
Hauptgebäude (2016)

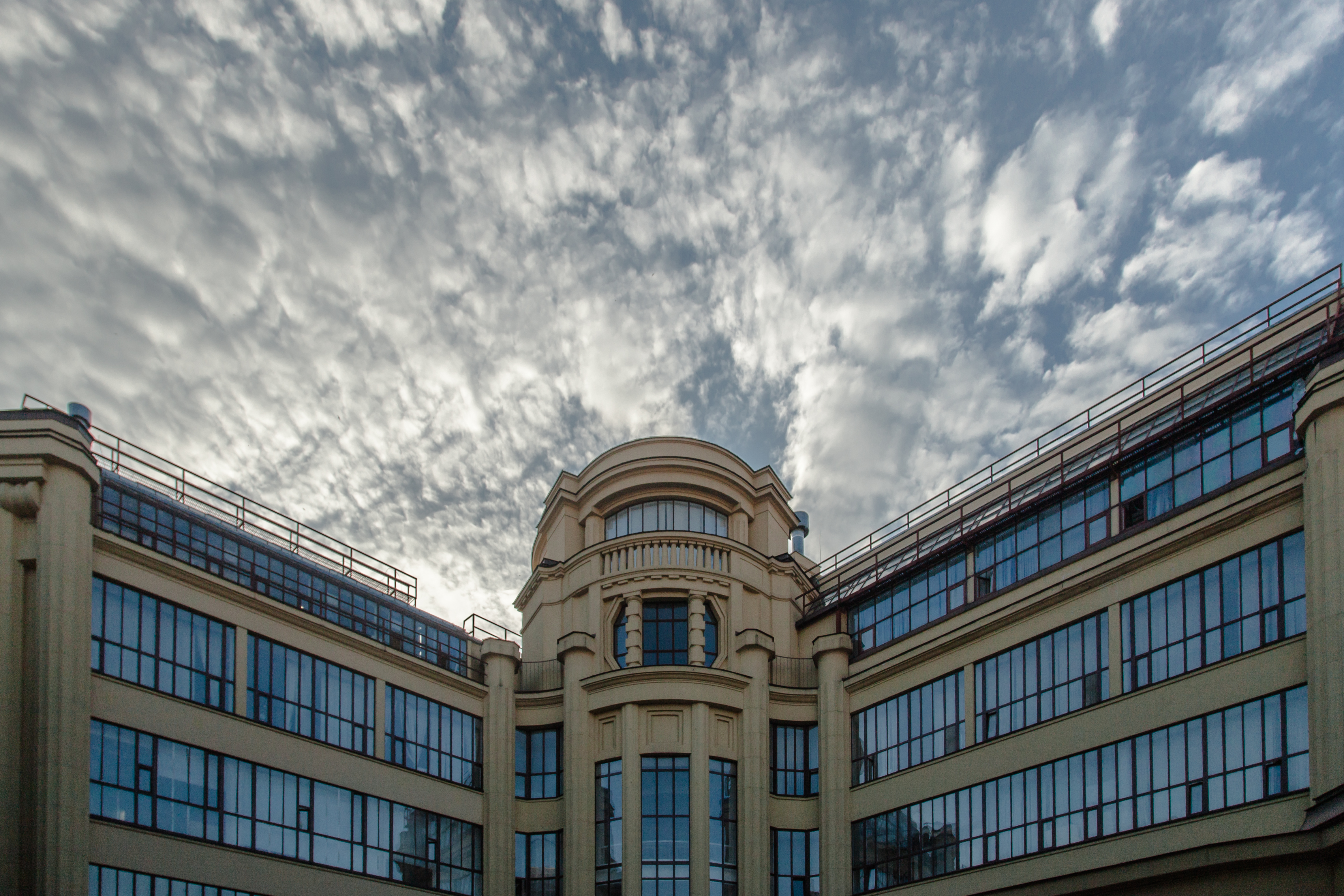
Institutsgebäude (2014)

Das Moskauer Architektur-Institut (russisch Московский архитектурный институт; Abkürzung MArchI) ist eine Hochschule für Architektur in Moskau, die 1933 gegründet wurde.

## Ausrichtung des Instituts
Im Jahr 2020 studierten rund 1700 Studenten und Doktoranden aus dem In- und Ausland am Institut. Es bietet verschiedene Bildungsgänge an.
Das Moskauer Architektur-Institut umfasst folgende Fakultäten bzw. Institute: Architektur öffentlicher Gebäude, Architektur von Industriegebäuden,  Architektur ländlicher Gemeinden, Städtebau, Rekonstruktion und Restauration, Landschaftsarchitektur, Architekturgeschichte, Design und Kirchenbau.
Forschungsschwerpunkte am Institut sind Forschungen in den Bereichen Architektur, Städtebau, Design und Ingenieurwissenschaften, die an fünf Laboratorien (Laboratorium für Architekturausbildung; Laboratorium für kompositorische Probleme, Laboratorium für metallische Konstruktionen und Gestaltung; Laboratorium für städtebauliche Forschung, Laboratorium für Computertechnologie) durchgeführt werden.
Die Ausbildung erfolgt in russischer Sprache.

## Geschichte
Das Institut geht ursprünglich auf den Architekten Dmitri Wassiljewitsch Uchtomski zurück, der 1749 im Moskauer Kreml eine erste Architekturschule etablierte. Sie gehörte dann zur Moskauer Hochschule für Malerei, Bildhauerei und Architektur bis 1919. Unmittelbarer Vorgänger des Instituts waren die Höheren Künstlerisch-Technischen Werkstätten (WChUTEMAS), die zwischen 1920 und 1926 bestanden und ein Zentrum der russischen Avantgarde wurden. In den Werkstätten unterrichteten unter anderem El Lissitzky, Konstantin Melnikow, Alexander Rodtschenko, Kasimir Malewitsch und Wladimir Tatlin. Iwan Leonidow machte dort seinen Abschluss.
Das Moskauer Architektur-Institut wurde in seiner jetzigen Form 1933 gegründet. In dieser Zeit zeichnete sich in der sowjetischen Architektur ein Umschwung von der Avantgarde zum Historismus und Neoklassizismus ab. Die Lehrmethoden der Werkstätten wurden kaum übernommen, stattdessen wurde das Lehrprogramm stark von der Pariser École des Beaux-Arts beeinflusst und blieb lange unverändert. So wurden mehr künstlerische als technische Fächer unterrichtet; ein Unterricht über moderne Baustoffe oder Konstruktionsprinzipien oder über internationale zeitgenössische Tendenzen fand hingegen nicht statt.
In den 1980er Jahren beeinflussten Dozenten wie Walentin Rannew und Jewgeni Ass das Institut; 1989 gründeten sie die bis 2012 existierende Lehrwerkstatt für experimentelle Planung (MEUP). Die dort unterrichteten Studierenden des dritten bis sechsten Lehrjahrs erhielten andere Schwerpunkte, dabei wurden auch grundlegende Prinzipien der Raumgestaltung untersucht.
Seit 1993 wurde das Institut an die Russische Akademie für Architektur und Bauwissenschaften angeschlossen.
2012 gründeten Jewgeni Ass und Nikita Tokarew aufgrund der Arbeitsbedingungen am Institut eine neue Architekturschule.